# جامعة ويسكونسن–ملواكي
جامعة ويسكونسن–ملواكي (بالإنجليزية: University of Wisconsin–Milwaukee)‏ هي جامعة عامة، وجامعة بحثية، ومؤسسة تعليمية عامة في الولايات المتحدة، تأسست في 1884.